# I Missed Again
«I Missed Again» — песня британского певца и композитора Фила Коллинза из его дебютного студийного альбома Face Value 1981 года. Была выпущена на 2-м по счёту сингле в том же году. Сингл с песней занял 19-ю строчку американского чарта Billboard Hot 100 в мае 1981 года; в Великобритании сингл попал в чарт Top 20.
Во второй половине 1980 годов песня (вариант перевода названия на русский — «Я промахнулся снова») использовалась в рекламном ролике Национальной баскетбольной ассоциации с видеорядом из курьёзных моментов в матчах лиги.

## Участники записи
- Фил Коллинз — клавишные, вокал, ударные
- Альфонсо Джонсон[англ.] — бас-гитара
- Дэрил Стюрмер[англ.] — гитара
- Дон Майрик[англ.] — саксофон-тенор
- Луи Саттерфилд[англ.] — тромбон
- Рамли Майкл Дэвис — труба
- Майкл Харрис — труба
- Ронни Скотт[англ.] — соло на тенор-саксофоне
- Л. Шанкар[англ.] — скрипка

## Чарты
| Чарт (1981)                               | Наивысшая позиция |
| ----------------------------------------- | ----------------- |
| German Singles Chart                      | 23                |
| UK Singles Chart                          | 14                |
| U.S. Billboard Hot 100                    | 19                |
| U.S. Billboard Hot Mainstream Rock Tracks | 8                 |